# Saint-Pierre-de-Bœuf
Saint-Pierre-de-Bœuf é uma comuna francesa na região administrativa de Auvérnia-Ródano-Alpes, no departamento de Loire. Estende-se por uma área de 5,95 km². Em 2010 a comuna tinha 1 752 habitantes (densidade: 294,5 hab./km²).